# Bäddjacka

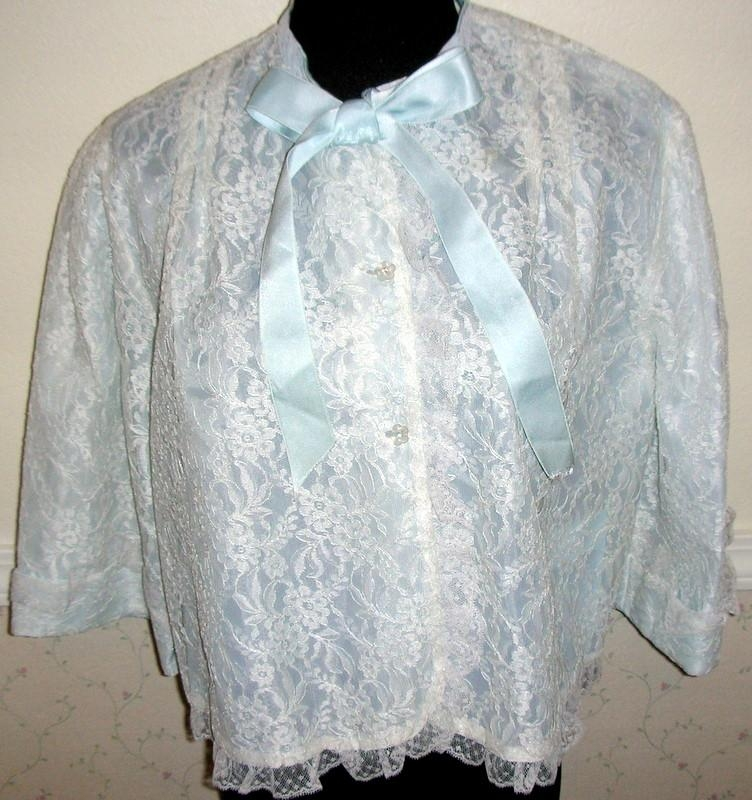
Bäddjacka.

Bäddjacka eller bäddkofta är en långärmad och midjekort kofta, som bärs av damer för att inte frysa när man läser i sängen. Bäddjackan har långa tampar fram att vira omlott om bålen. Den är gjord av bekväma värmande material som matelassé eller ylle. Den lanserades på 1830-talet och var populär fram till 1950-talet.
En bäddjacka av finare typ kallas lisös (av franska liseuse) och användes när man ville vara liggande men ändå presentabel. Den är tillverkad av tunt tyg eller trikå och ofta dekorerad med spetsar och liknande.